# Boeing 720
Boeing 720 je čtyřmotorový úzkotrupý proudový dopravní letoun krátkého až středního doletu. Byl vyvinut společností Boeing na konci 50. let 20. století z typu Boeing 707, oproti němuž má kratší trup i menší dolet. Model 720 poprvé vzlétl v listopadu 1959 a do služby vstoupil v červenci 1960 u United Airlines.
Vznikly dvě hlavní varianty letounu. Původní model Boeing 720 s proudovými motory Pratt & Whitney JT3C vstoupil do služby v roce 1960, zatímco modernizovaná varianta 720B s dvouproudovými motory Pratt & Whitney JT3D vstoupila do služby v roce 1961. Některé z původních Boeingů 720 byly později upraveny na požadavky 720B.
Ačkoli bylo vyrobeno pouze 154 kusů, byly Boeingy 720 a 720B ziskové díky nízkým nákladům na výzkum a vývoj, jelikož šlo o mírně upravené verze letounu Boeing 707-120. Později byly nahrazovány typem Boeing 727. Model 720 je jediným proudovým dopravním letadlem společnosti Boeing, které nebylo pojmenováno dle vzorce „7x7“ (vyjma letadel dřívější společnosti McDonnell Douglas, jako např. MD-80).

## Specifikace
|                                 | 720                                                | 720B                                               | 707-120B                                           | 707-320B                                                        |
| ------------------------------- | -------------------------------------------------- | -------------------------------------------------- | -------------------------------------------------- | --------------------------------------------------------------- |
| Posádka                         | Čtyři (pilot, kopilot, palubní inženýr, navigátor) | Čtyři (pilot, kopilot, palubní inženýr, navigátor) | Čtyři (pilot, kopilot, palubní inženýr, navigátor) | Čtyři (pilot, kopilot, palubní inženýr, navigátor)              |
| Cestující                       | 149 170 (720-025, certifikace)                     | 149 170 (720-025, certifikace)                     | 110 (2 class) 189 (1 class)                        | 147 (2 class) 189 (1 class)                                     |
| Délka                           | 136 stop 2 inches (41,50 m)                        | 136 stop 9 inches (41,68 m)                        | 145 stop 1 inch (44,22 m)                          | 152 stop 11 inches (46,61 m)                                    |
| Rozpětí                         | 130 stop 10 inches (39,88 m)                       | 130 stop 10 inches (39,88 m)                       | 130 stop 10 inches (39,88 m)                       | 145 stop 9 inches (44,42 m)                                     |
| Výška ocasu                     | 41 stop 5 inches (12,62 m)                         | 41 stop 2 inches (12,55 m)                         | 41 stop 8 inches (12,70 m)                         | 42 stop 5 inches (12,93 m)                                      |
| MTOW                            | 229,300 liber (104,009 kg)                         | 234,300 liber (106,277 kg)                         | 257,000 liber (116,573 kg)                         | 333,600 liber (151,318 kg)                                      |
| Prázdná hmotnost                | 110,800 liber (50,258 kg)                          | 115,000 liber (52,163 kg)                          | 122,533 liber (55,580 kg)                          | 146,400 liber (66,406 kg)                                       |
| Délka VPD při MTOW              | 8,300 stop (2,530 m)                               |                                                    | 11,000 stop (3,353 m)                              | 10,840 stop (3,304 m)                                           |
| Kapacita paliva                 | 16,060 US gallon (60,79 L)                         | 16,130 US gallon (61,06 L)                         | 17,330 US gallon (65,60 L)                         | 23,820 US gallon (90,17 L)                                      |
| Délka přistání                  | 5,750 stop (1,753 m)                               |                                                    | 6,200 stop (1,890 m)                               | 5,950 stop (1,814 m)                                            |
| Dolet (při typ. užit. zatížení) | 3,680 námořních mil (6,815 km)                     |                                                    | 3,680 námořních mil (6,815 km)                     | 3,735 námořních mil (6,917 km)                                  |
| Dolet při MTOW (max. paliva)    | 3 800 námořních mil (7 000 km)                     |                                                    | 4,700 námořních mil (8,704 km)                     | 5,750 námořních mil (10,649 km)                                 |
| Cestovní rychlost               | 540 kn / 621 miles per hour (1 000 km/h)           | 540 kn / 621 miles per hour (1 000 km/h)           | 540 kn / 621 miles per hour (1 000 km/h)           | 525 kn/604 miles per hour (972 km/h)                            |
| Šířka trupu                     | 12 stop 4 inches (3,76 m)                          | 12 stop 4 inches (3,76 m)                          | 12 stop 4 inches (3,76 m)                          | 12 stop 4 inches (3,76 m)                                       |
| Pohonné jednotky (4 x)          | Pratt & Whitney JT3C-7: 12 000 lbf (53,4 kN)       | Pratt & Whitney JT3D-1: 17 000 lbf (75,6 kN)       | Pratt & Whitney JT3D-1: 17 000 lbf (75,6 kN)       | PW JT3D-3: 18 000 lbf (80,1 kN) PW JT3D-7: 19 000 lbf (84,5 kN) |

Zdroje: Boeing